# Abbaye de Hagenrode
L'abbaye de Hagenrode est une ancienne abbaye bénédictine à Alexisbad, dans le Land de Saxe-Anhalt et le diocèse de Magdebourg.

## Histoire
Quand en 975, le monastère bénédictin fondé cinq ans plus tôt à Thankmarsfelde est déplacé à Nienburg, selon une légende documentée au début du XIIIe siècle, l'abbé Hagano reste avec quelques moines dans le Harz dans un monastère qui porte son nom dans la vallée de la Selke. En 983, le village de Hagenrode (Hagananrothe) est mentionné comme la possession de l'abbaye de Nienburg par le pape Benoît XIII. L'abbé Adaldag Nienburg reçoit le 29 juillet 993 par le roi Otton III dans un acte émis à Derenburg le droit de créer un marché et une monnaie pour le village associé de Hagenrode et de percevoir des droits de marché. Ce droit est renouvelé en 1000. Dans un document à l'occasion de l'attribution des droits du marché à Quedlinbourg le 23 novembre 994, les droits conférés à Hagenrode sont similaires à ceux de Harzgerode à côté. Cette autorisation de marché pour Quedlinburg qu'accorde le roi Otton III tient compte explicitement des six villes de marché déjà existantes de la région, à savoir Harzgerode, Eisleben, Wallhausen, Rottleberode, Halberstadt et Seligenstadt.
À partir de 1000, l'abbaye de Hagenrode appartient au Schutzvogtei d'Adalbert de Ballenstedt, le père de la maison d'Ascanie, Esico de Ballenstedt.
En 1035, le droit de monnaie de Hagenrode va à Nienburg à la demande de l'impératrice Gisèle de Souabe par son mari, l'empereur Conrad II le Salique, puis par l'intervention de son fils, plus tard l'empereur Henri III. En 1239, dans un accord entre Henri d'Anhalt et l'abbé l'abbé Gebhardt de Nienburg, le droit de monnaie de Harzgerode est de nouveau mentionné.
Le 24 mai 1179, le monastère de Hagenrodensis devient un prieuré des bénédictins sous la protection du pape Alexandre III et confirmé dans ses possessions. Après une courte période de prospérité du prieuré, l'abbé de Nienburg doit demander des dons pour la conservation des bâtiments délabrés dès 1267.
Pillé au moment de la guerre des Paysans allemands en 1525 et abandonné par le couvent, il y a à Hagenrode seulement l'économie menée par un maître de cour. Avec la sécularisation du monastère bénédictin de Nienburg en 1563, les biens restants du prieuré sont remis aux souverains et anciens tuteurs, les princes d'Anhalt. Le dernier souvenir visible du prieuré de Hagenrode, la ruine du clocher de l'église, s'effondre dans la première moitié du XIXe siècle.